# 火尾蜂鸟
火尾蜂鸟（学名：Tilmatura dupontii），是雨燕目蜂鸟科的一种鸟类，为火尾蜂鸟属（学名：Tilmatura）的唯一一种。
火尾蜂鸟体重约2.2克，翼长约36毫米，嘴峰长约15.2毫米，喙宽度约1.4毫米，喙厚度约1.5毫米，跗蹠长约4.2毫米，尾长约35.2毫米。火尾蜂鸟在其分布区内为留鸟，其栖息在半开放的高大树木组成的森林中，食性为草食性，主要食物来源是植物的花蜜。
火尾蜂鸟分布于墨西哥西部至尼加拉瓜北部。该物种是单型物种，没有亚种分化。